# Андричев інститут
Андричев інститут (серб. Андрићев институт, англ. the Andrić Institute) — елітний інститут суспільних наук, мистецтва і літератури, відкритий у місті Андричград Вишеград (Республіка Сербська, Боснія і Герцеговина) 28 червня 2013 року. Отримав ім'я на честь легендарного югославського письменника Іво Андрича. Інститут функціонує як бюджетна установа на кошти Республіки Сербської та Сербії.
Директором інституту є режисер Емир Кустуриця. В комітет управління входять Олег Айрапетов, Светозар Раяк, Мирослав Перишич, Перо Симич, Іван Обрадович. У складі інституту є власна бібліотека.

## Структура
Інститут був зареєстрований у Східному Сараево окружним судом 20 червня 2013 року.
У складі інституту діють:
- Відділення історії
- Відділення літератури
- Відділення східознавства
- Відділення кінематографа
- Відділення засобів масової інформації

З 1 грудня 2014 року діє Міжнародний науковий комітет Відділення історії; спеціально була заснована програма заходів інституту, присвячених початку Першої світової війни. Науковий комітет визначає теми і зміст номерів щомісячного журналу «Историјске свеске». Всі випуски у електронній формі, доступні на сайті Андричева інституту. Відділенням засобів масової інформації випускається журнал Іскра («Искра»).

## Нагороди
Інститут вручає з 2016 року премію імені Іво Андрича за кращий роман і сукупну літературну діяльність.
- У 2016 році лауреатами премії стали Володимир Кецманович за роман «Усама» і Матія Бечкович за сукупну літературну діяльність і книгу «Три поеми»[6][7].
- У 2017 році лауреатами премії стали Душан Ковачевич за сукупну літературну діяльність і драму «Гіпноз однієї любові», а також Захар Прилєпін за роман «Обитель» та збірку «Сім життів»[8][9][10].

## Галерея

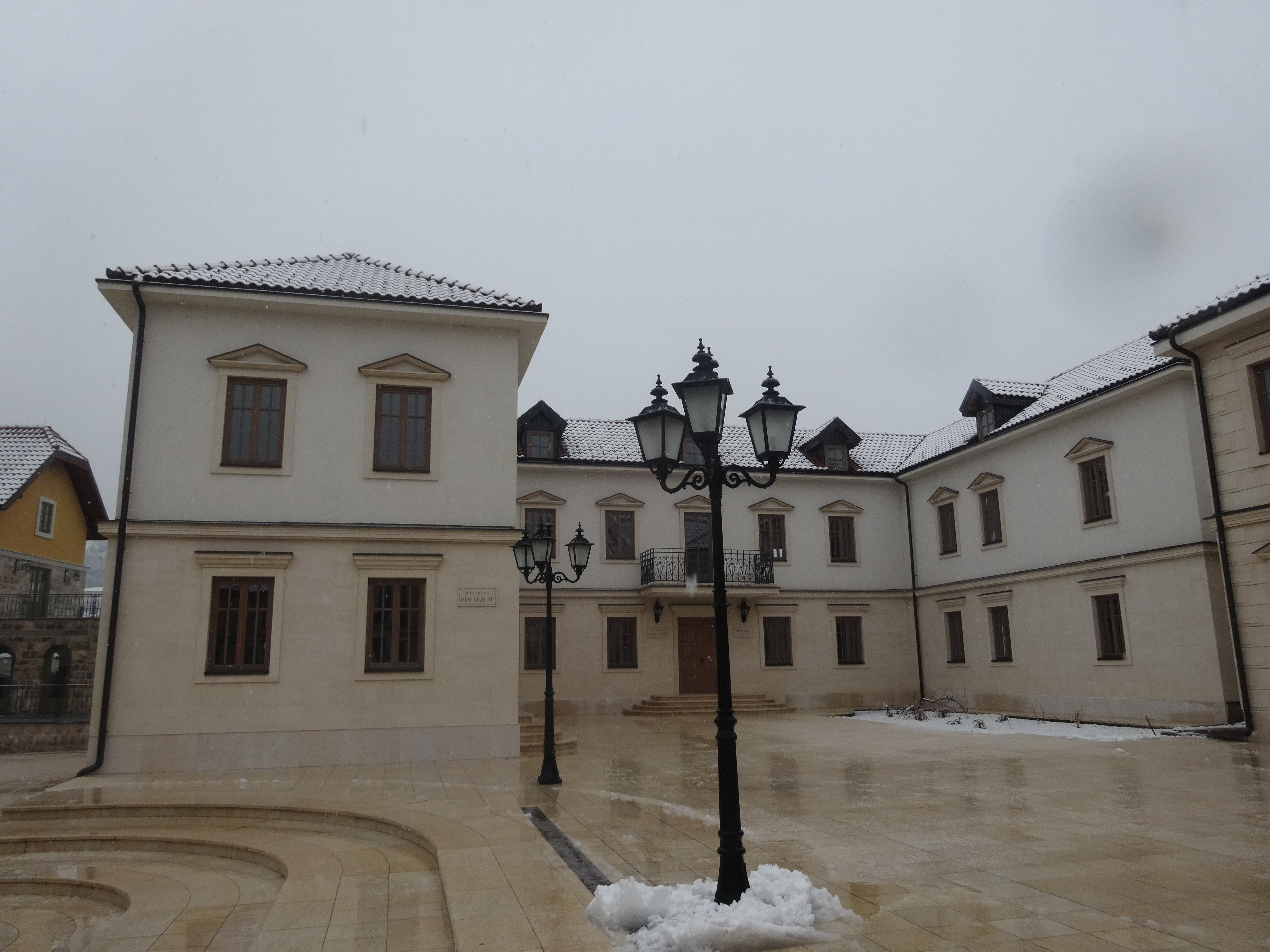
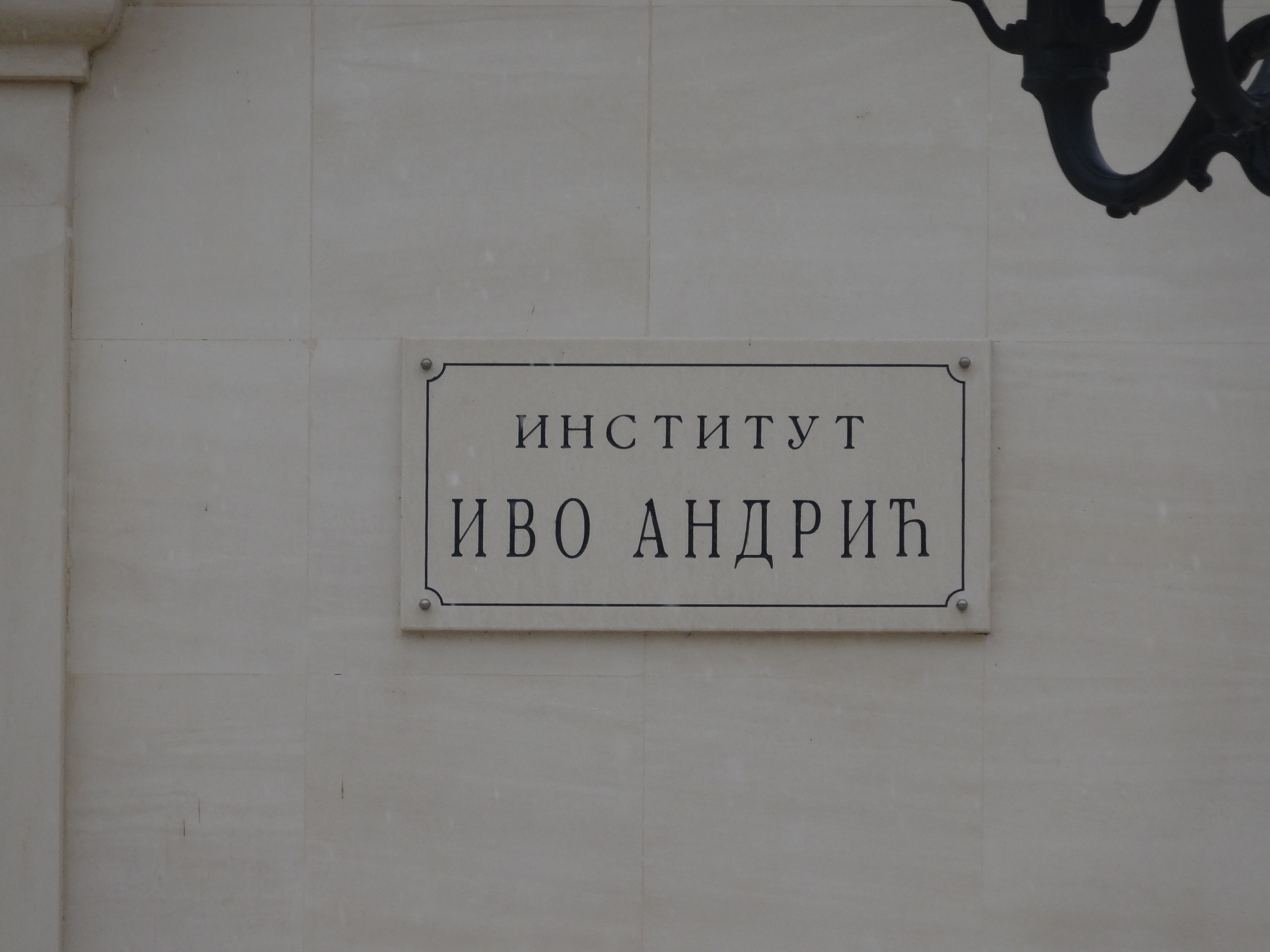
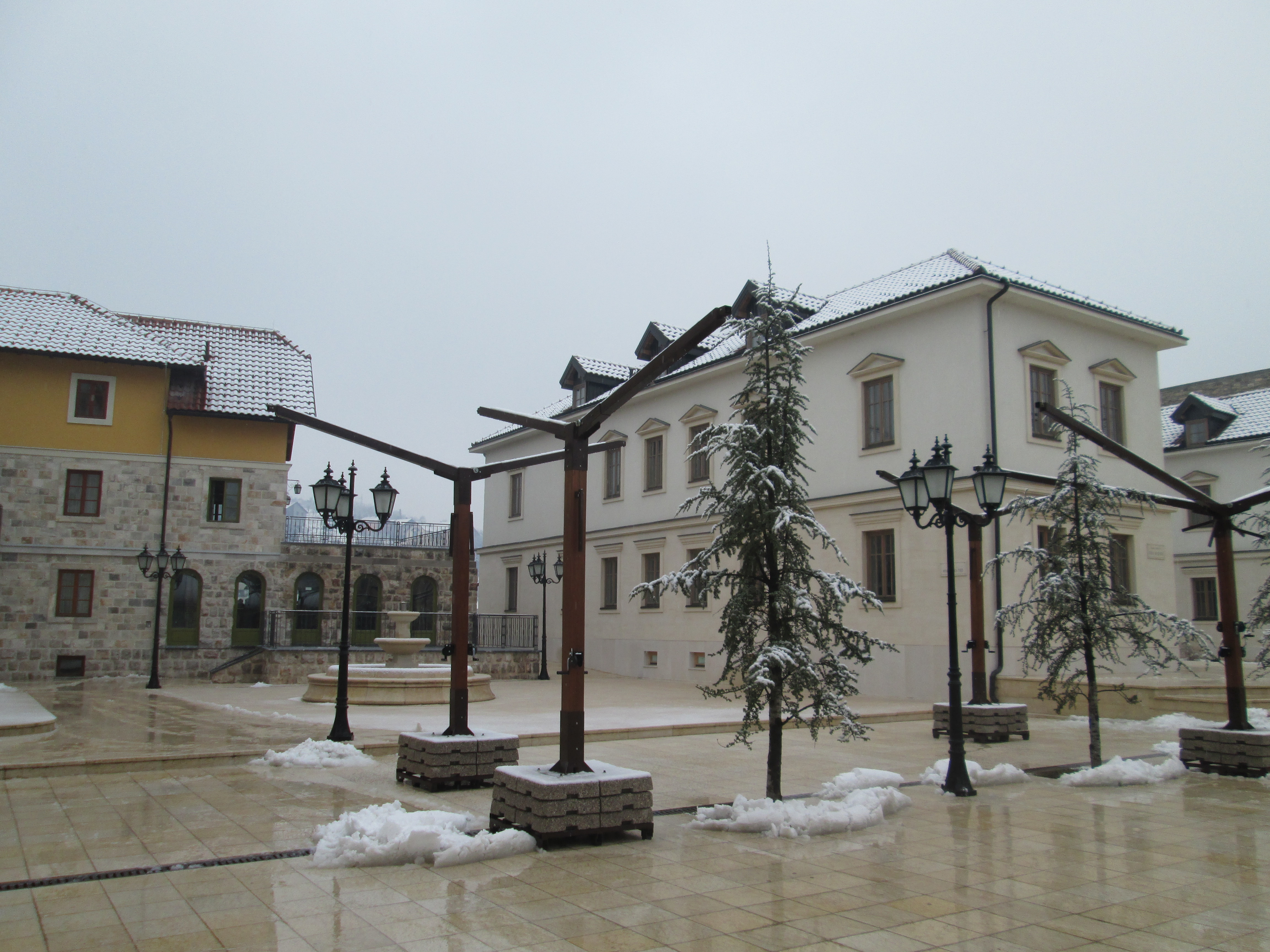
площа Миколи Тесли у Андричграді, Вишеград
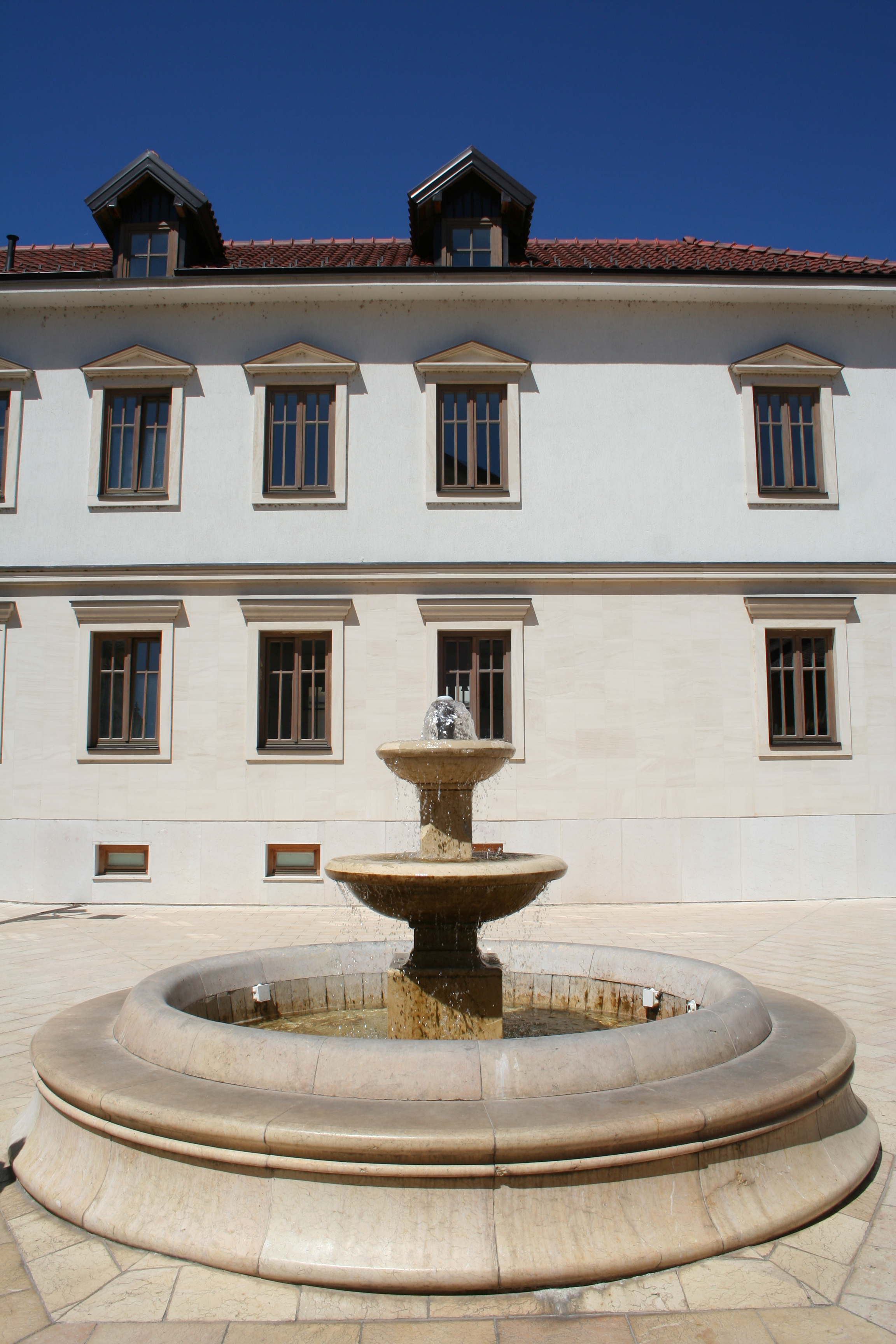
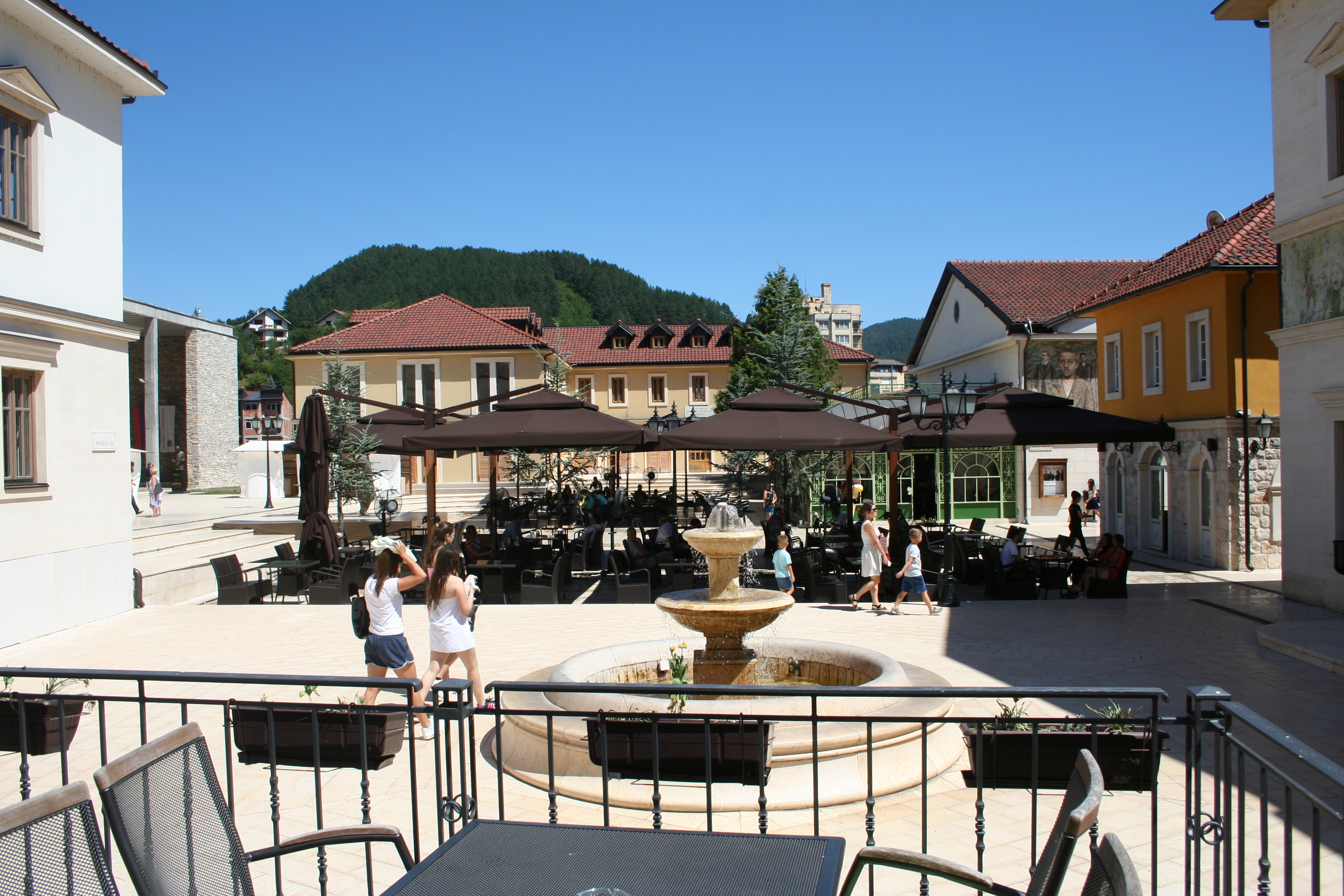
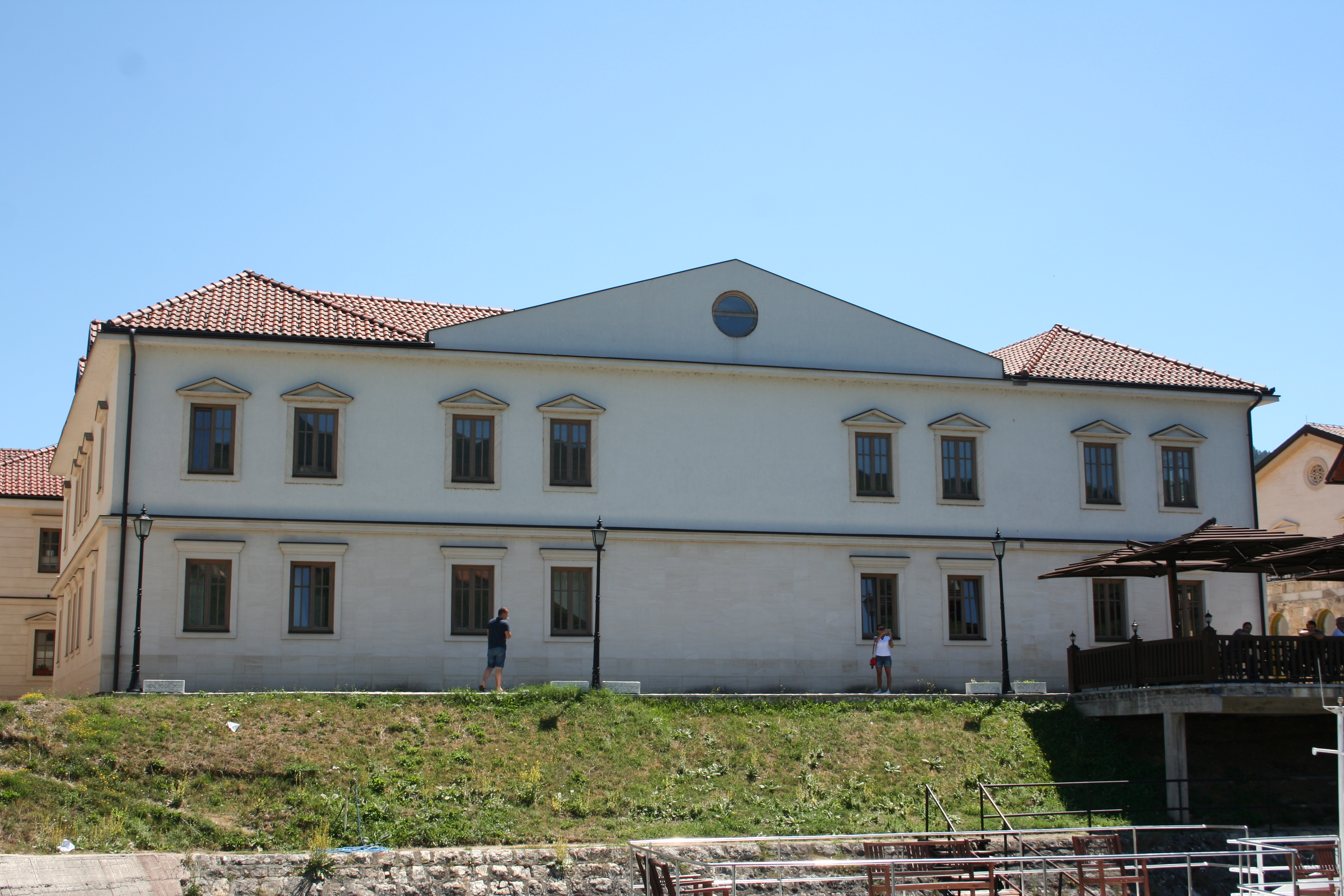